# Pleasant Valley (Nowy Jork)
Pleasant Valley – miasto w Stanach Zjednoczonych, w stanie Nowy Jork, w hrabstwie Dutchess.